# Hamala (Algeria)
Hamala è un comune dell'Algeria, situato nella provincia di Mila.